# Tango no Sekku
Tango no Sekku (jap. 端午の節句) – japońskie święto obchodzone niegdyś 5. dnia 5. miesiąca według chińskiego kalendarza księżycowego. Po przyjęciu w Japonii zachodniego kalendarza gregoriańskiego wyznaczono datę święta na dzień 5 maja. Po wielu zmianach na przestrzeni dziejów jest to obecnie Dzień Dziecka (jap. こどもの日 Kodomo no Hi).
Japończycy, podobnie jak wiele innych nacji, uważają dzieci za jedno z największych swoich „aktywów”. Święto Dziecka jest więc dniem, w którym szczególnie podkreśla się potrzebę poszanowania praw dzieci oraz wychowania ich w zdrowiu i szczęściu. Dla dzieci święto to jest również znakomitą okazją do wyrażania swej wdzięczności rodzicom za ich miłość, trud wychowawczy i troskliwą opiekę.

## Charakter święta
Kodomo no Hi jest jednym z pięciu historycznych świąt japońskich (jap. 節句 sekku), związanych z porami roku i magią liczb. Ich tradycja wywodzi się ze starożytnych Chin. Poprzez liczne zmiany na przestrzeni dziejów (dawniej to święto było znane pod nazwą Tango no Sekku, Tango no Sechi, Chogo, Tanyo lub Shōbu no Sekku (jap. 菖蒲の節句 Festiwal Irysów) i stanowiło męski odpowiednik Święta Lalek (Hina-matsuri) – święta bardzo podobnego w swym charakterze, z tym że przeznaczonego dla dziewczynek, a obchodzonego w dniu 3 marca.
W roku 1948 Święto Chłopców (Tango no Sekku) zostało oficjalnie przemianowane na Święto Dziecka (Kodomo no Hi) i ustanowione japońskim świętem narodowym.
Jednakże w większości japońskich rodzin święto to nadal jest obchodzone w sposób tradycyjny, czyli jako Święto Chłopców. Uważa się, że w tym dniu rodzice powinni modlić się za zdrowie i dzielność swych męskich potomków. Japoński sposób świętowania codziennych zabiegów o zdrowy i szczęśliwy rozwój chłopców, ma bardzo długą historię i jest wypełniony wieloma szczególnymi zwyczajami oraz właściwą dla nich symboliką.
Każdy, kto ma sposobność podróżować po Japonii w drugiej połowie kwietnia oraz w początkach maja, ma okazję oglądać prawie wszędzie liczne, różnej wielkości koi-nobori. Przypominają one rękawy-wskaźniki wiatru stosowane np. na lotniskach. Przedstawiają one kolorowe karpie, są wykonane z papieru, tworzywa sztucznego lub tkaniny i uformowane w długi, pusty w środku worek (rękaw). Razem z długimi, czerwonymi i białymi wstążkami, symbolizującymi kaskadę wody oraz ze złoconymi wiatraczkami, są przyczepiane linką do bambusowej tyczki i mocowane wysoko na masztach, balkonach lub dachach domów. Dzięki takiej formie i usytuowaniu łatwo napełniają się wiatrem i żwawo powiewają, zdając się pływać w powietrzu ponad szczytami domów.
Dla każdego chłopca w rodzinie powiewa oddzielny proporczyk przedstawiający karpia – największy dla najstarszego, a dla młodszych coraz mniejsze. Karp stał się symbolem Święta Chłopców, ponieważ Japończycy uznają go za rybę o niezwykłej werwie, tak pełną energii i niespożytej siły, że może płynąć pod prąd nawet szybko płynących strumieni i wodospadów. Właśnie ze względu na niezwykłą determinację tej ryby w pokonywaniu przeszkód, reprezentuje ona odwagę i zdolność osiągania wysoko postawionych celów. Karp jest uważany za symbol najbardziej do tego odpowiedni, gdyż jego życiowa postawa może stanowić dla młodych mężczyzn zachętę do pokonywania wszelkich trudności i działań, stanowiąc dla nich przykład ambicji, wytrwałości i sposobu osiągania życiowych sukcesów.

## Pochodzenie święta
Jednoznaczne wyjaśnienie pochodzenia tego święta (Tango no Sekku) jest trudne i przyjmuje się różne wersje. Układają się one jednak w pewien charakterystyczny ciąg przemian.
Niektórzy historycy wywodzą je z bardzo starych chińskich obyczajów polegających na oczyszczaniu duszy i ciała, czy inaczej ujmując, odpędzaniu złych duchów i dążeniu do zapewnienia zdrowia i powodzenia w życiu: 
- obrzędów związanych z wiarą w zasady chińskiej filozofii: onmyō (lub in-yō czyli chińskie yin i yang – dwoistość sił kosmosu) i gogyō (pięć elementów – ogień, drewno, ziemia, metal, woda), polegającego na zbieraniu w tym dniu ziół leczniczych, brania kąpieli aromatyzowanej płatkami orchidei oraz spożywania alkoholowego napoju, przyrządzanego poprzez zalanie liści i kłączy rośliny o nazwie shōbu (gatunek tataraku) winem sake;
- święta dworskiego zwanego sechi-e, w którym gwardia królewska nakładała ceremonialne hełmy, nosiła łuki i strzały.

Obrzędy te stały się popularne na japońskim dworze już w okresie panowania cesarzowej-regentki Suiko (593–629 n.e).
Z kolei jedno z japońskich podań ludowych głosi, że święto to pochodzi od bardzo starego zwyczaju, praktykowanego przez rolników właśnie w maju, czyli w okresie kiedy na polach zaczynają się pojawiać młode owady, uszkadzające pędy młodych roślin. Rolnicy próbowali odpędzać owady strasząc je dużymi, jaskrawymi płatami tkanin oraz groteskowymi figurami. Później te figury zaczęły przedstawiać postacie walecznych wojowników, znanych ze swych bojowych wyczynów. W miarę jak figury te – zwane musha-ningyō – stawały się lalkami, artystycznie coraz bardziej wyrafinowanymi, zaczęto je stopniowo eksponować we wnętrzach domów, już nie po to, aby płoszyły owady, ale by przepędzały złe duchy i przypominały młodym chłopcom w rodzinie o ich męskości.
Inna z legend wywodzi Święto Chłopców od zwycięstwa wodza Tokimune Hōjō nad wojskami inwazyjnymi Mongołów, które to zdarzenie miało miejsce 5 maja, w roku 1281. Celebrując rokrocznie to wielkie zwycięstwo, rodziny samurajskie wywieszały flagi i proporce bojowe.
Inni wreszcie uważają, że w ten właśnie sposób, w dniu 5 maja, celebrowano zjednoczenie kraju przez shōguna Takauji Ashikaga, co miało miejsce w XIV wieku. Również w okresie Edo (1603–1867) samurajskie rodziny posiadające w swym gronie chłopców (w wieku do lat 7) wywieszały w tym dniu flagi bojowe i rodowe proporce. Natomiast rodziny mieszczańskie, którym nie było dozwolone posługiwać się takimi bojowymi i szlacheckimi symbolami, zaczęły w tym samym celu stosować proporce przedstawiające kolorowego japońskiego karpia. Od restauracji cesarstwa w roku 1868 (restauracja Meiji) obydwa te rodzaje symboliki z powodzeniem współegzystują, przypominając także dzisiejszym Japończykom czasy historyczne oraz dawne zwyczaje i obrządki.

## Wierzenia i rytuały
Współczesny sposób obchodzenia Święta Dziecka zachował wiele tradycyjnych rytuałów: oprócz opisanego wcześniej zwyczaju wywieszania na zewnątrz domów proporców koi-nobori, we wnętrzach domów urządza się specjalne wystawy, zwane gogatsu-ningyō, które umieszczane są w pokojach gościnnych lub w specjalnych alkowach, zwanych tokonoma.

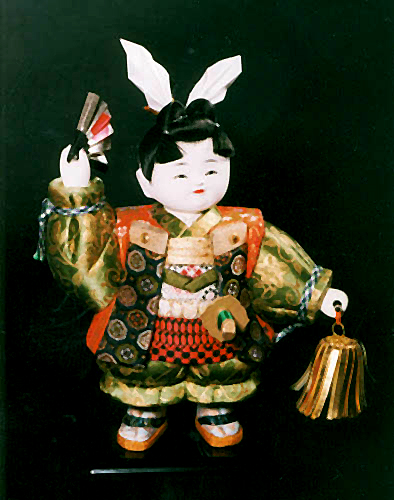
Lalka przedstawiająca Momotarō

Wśród dekoracji gogatsu-ningyō są miniaturowe hełmy, komplety zbroi, miecze, łuki i strzały, jedwabne proporce z herbami rodowymi oraz lalki wojowników. Lalki te przedstawiają postacie wojowników znanych z historii i legend:
Kintarō – chłopca o postawie Herkulesa, który – gdy dorósł – stał się generałem; Shoki – starożytnego chińskiego generała, którego uważano za postać chroniącą ludzi od diabłów; Momotarō – japońskiego odpowiednika Dawida, który pokonał japońskiego Goliata.
W dniu Święta Chłopców dziewczynki są gośćmi swoich braci, podobnie jak chłopcy są gośćmi swych sióstr w dniu 3 marca, z okazji Święta Dziewczynek (Hinamatsuri). Rodzice dostarczają w tym dniu dzieciom tradycyjnych przysmaków, takich jak chimaki (słodkie ryżowe kluski owijane liśćmi bambusa), sasa-dango czy kashiwa-mochi (różne rodzaje ryżowych ciasteczek nadziewanych słodką czerwoną pastą fasolową i owijane liśćmi dębowymi).
Z japońskim Świętem Chłopców związana jest japońska roślina o nazwie shōbu, której długi, wąski liść i długość ok. 80 cm przypominają kształtem japoński miecz nihon-tō. Jej obecność jest podkreślana w obchodach święta Tango-no Sekku, ponieważ brzmienie słowa shōbu (zapisywanego odmiennymi znakami kanji), oznacza również dążenie do osiągnięcia sukcesu, współzawodnictwo, walkę, a także militaryzm. Taka "gra słów" jest możliwa ze względu na homofoniczność języka japońskiego. Jednocześnie jest ona źródłem, lubianego przez Japończyków, przenoszenia znaczeń.
W dniu 5 maja Japończycy wrzucają liście i korzenie tataraku (shōbu) (czasem także piołunu) do gorącej wody, ciesząc się pachnącą, relaksującą kąpielą (shōbu-yu). Istnieje tradycyjne przekonanie, że dzięki zawartym w tej roślinie substancjom (m.in. olejki), jest ona skutecznym środkiem profilaktycznym przeciwko wielu chorobom. Wiele japońskich łaźni publicznych (sentō) – szczególnie w tych rejonach, gdzie ludzie w mniejszym stopniu zostali skażeni zachodnimi wpływami i zachowali zwyczaj brania rano gorących kąpieli – otwiera swoje termy już wczesnym rankiem w dniach 4 i 5 maja.
Pokrojone w plastry kłącza tej rośliny i zalane sake to napój alkolowy zwany: shōbu-sake, shōbu-zake lub ayame-zake. Napój taki był ponoć szczególnie lubiany przez dawnych samurajów.
W dawnych czasach wierzono również, że liście shōbu posiadają magiczną moc gaszenia ognia. Z tej przyczyny do dziś jeszcze, w dniu 5 maja, szczególnie na terenach wiejskich, ludność przestrzega zwyczaju kładzenia ich na okapach dachów swoich domów, traktując je jako talizman zabezpieczający dom przed wybuchem pożaru lub nawiedzaniem go przez złe duchy.

### Wyjaśnienie znaczenia słowashōbu
Homofoniczność języka japońskiego, odmienność i zróżnicowanie gatunków roślin i zwierząt oraz ich nazewnictwo, a także przenikanie się tłumaczeń i wyjaśnień w różnych językach, powoduje wiele nieporozumień i niejasności przy tworzeniu nomenklatury japońskiej fauny i flory.
Słowo shōbu jest jednym z przykładów. Zgodnie ze specyfiką języka japońskiego, jednobrzmiąca fonetyka ma bowiem kilka znaczeń: "zwycięstwa i porażki", "ducha militarnego" oraz dwóch różnych gatunków roślin shōbu i ayame. Oba słowa wymieniały się w przeszłości, opisując różne gatunki roślin ogólną nazwą, którą w przybliżeniu są "japońskie irysy". W rzeczywistości jednak oraz w oparciu o system Englera należy rozróżnić ayame (kwiaty irysy w naszym rozumieniu) nazywane także hana-shōbu (花菖蒲, Iris ensata var. ensata) oraz samo shōbu (菖蒲, Acorus calamus), czyli tatarak zwyczajny.